# Satèl·lit meteorològic

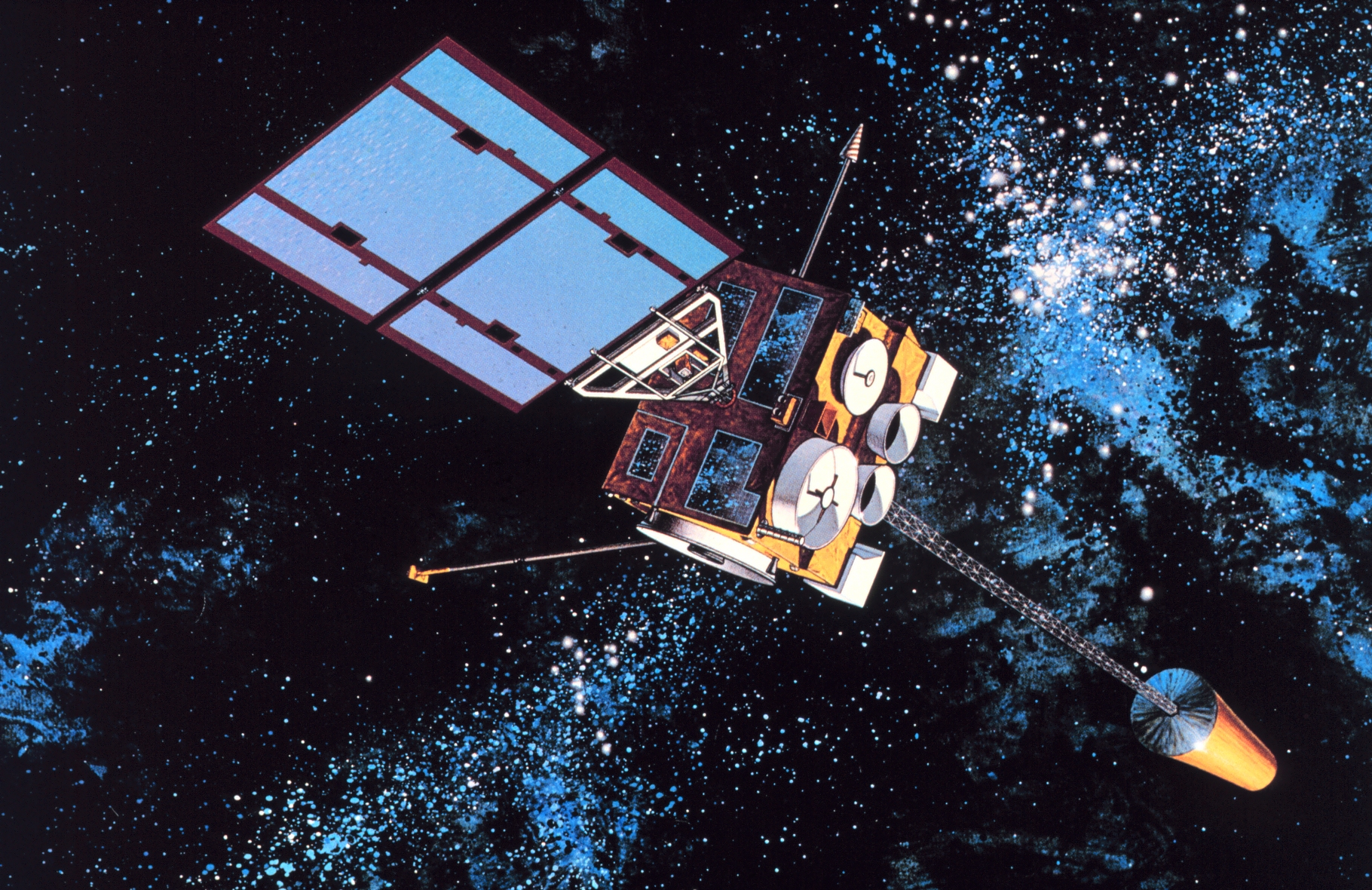
Imatge artística del GOES-8.

Un satèl·lit meteorològic és un tipus de satèl·lit artificial que s'utilitza principalment per supervisar el temps atmosfèric i el clima de la Terra. No obstant això, veuen més que núvols: els llums de ciutats, focs, contaminació, aurores, tempestes de sorra i pols, corrents de l'oceà, etc., són altres informacions sobre el medi ambient recollides pels satèl·lits.
De forma agrupada, els satèl·lits meteorològics de la Xina, Estats Units, Europa, Índia, Japó i Rússia proporcionen una observació gairebé contínua de l'estat global de l'atmosfera.

## Història
El primer satèl·lit meteorològic, el Vanguard 2, es va llançar el 17 de febrer de 1959. Es va dissenyar per tal que mesurés la capa de núvols, però a causa del seu eix de rotació inadequat no va poder recollir una quantitat important de dades útils.
El TIROS-1 és considerat el primer satèl·lit meteorològic amb resultats reeixits, llançat per la NASA l'1 d'abril de 1960. El TIROS funcionà durant 78 dies i va demostrar ser molt més útil que el Vanguard 2. El TIROS va servir com a inici per al programa Nimbus, la tecnologia i tècniques del qual han estat heretades per la majoria dels satèl·lits d'observació de la NASA i la NOAA que han estat llançats des d'aleshores.

## Òrbites dels satèl·lits
Hi ha dos tipus bàsics de satèl·lits meteorològics per la seva òrbita: els geoestacionaris i els polars.
Els satèl·lits meteorològics geoestacionaris orbiten al voltant de la Terra sobre l'Equador a una altitud d'uns 35.880 km. A causa de la seva òrbita, romanen estàtics respecte al moviment de rotació terrestre i, per tant poden registrar imatges de l'hemisferi que tenen sota de forma contínua, a través dels seus sensors. En els mitjans de comunicació és habitual veure'n les imatges, sovint en forma d'animacions.
Hi ha diversos satèl·lits geoestacionaris per la meteorologia. Els Estats Units en tenen dos en funcionament: el GOES-11 i el GOES-12. El GOES-12, designat com GOES-East, està al riu Amazones i proporciona la major part de la informació meteorològica nord-americana. El GOES-11 és anomenat GOES-WEST i se situa l'est de l'oceà Pacífic. Japó disposa d'un satèl·lit, el MTSAT-1R al mig del Pacífic a 140 °E. Europa en disposa de tres sobre l'oceà Atlàntic, els Meteosat-6, 7 i 8, i un sobre l'oceà Índic, el Meteosat-5. Rússia utilitza el GOMS sobre l'Equador i al sud de Moscou. L'Índia també disposa de satèl·lits geoestacionaris meteorològics, talment com la Xina, que utilitza els satèl·lits geoestacionaris Feng-Yun (风云), el FY-2C a 105° E i el FY-2D a 86,5 °E.
Els satèl·lits d'òrbita polar recorren la Terra a una altitud típica de 850 km, de nord a sud o viceversa, passant sobre dels pols en el seu trajecte. Els satèl·lits polars segueixen òrbites heliosíncrones, és a dir, que poden observar qualsevol lloc de la Terra i veure dues vegades al dia un lloc amb les mateixes condicions generals de llum gràcies al temps solar gairebé constant. A més, els satèl·lits d'òrbita polar ofereixen major resolució que els seus homòlegs geoestacionaris, a causa de la seva major proximitat a la superfície terrestre.
Estats Units té una sèrie de satèl·lits meteorològics polars de la NOAA, amb el NOAA 17 i NOAA 18 com satèl·lits principals, NOAA 15 i NOAA 16 com secundaris, NOAA 14 com a suplent i NOAA 12. Rússia disposa de la sèrie de satèl·lits Meteor. La Xina i l'Índia també disposen de satèl·lits d'òrbita polar.

## Canals d'observació
L'observació passiva, que consisteix en la recepció de la radiació emesa pels objectes observats, s'efectua típicament a través de diferents finestres de l'espectre electromagnètic, sobretot en els espectres visible i infraroig.
Alguns d'aquests canals inclouen radiació d'espectre:
- visible i infraroig proper: 0,6, μm - 1,6 μm - útil per registrar la cobertura de núvols durant el dia.
- infraroig: 3,9, μm - 7,3 μm (vapor d'aigua); 8,7 μm - 13,4 μm (imatges tèrmiques)

En les imatges de llum visible obtingudes pels satèl·lits es poden apreciar els núvols, sistemes nuvolosos com fronts i tempestes tropicals, llacs, boscos, muntanyes, neu, focs i pol·lució (com ara fum, smog i pols). També es pot determinar el vent pels patrons de núvols, alineaments i moviment en una successió d'imatges.
Les imatges tèrmiques o d'infrarojos permeten determinar l'alçada i tipus de núvols, calcular les temperatures de la superfície del sòl i del mar i localitzar característiques del relleu oceànic.
Tot i que la gran majoria de satèl·lits meteorològics són d'observació passiva, també n'hi ha d'observació activa, que emeten per una antena un senyal mono o multifreqüencial i reben els seus ecos per al processament. Aquest és el funcionament típic dels satèl·lits radar, amb SAR o antenes d'ample sintètic. Per les seves característiques, requereixen fonts d'energia compatibles amb la potència del radioemissor. Un satèl·lit actiu pioner va ser el canadenc RADARSAT llançat el 4 de novembre de 1995 i posicionat en òrbita a 798 km que, en el seu mode operatiu de més alta resolució arriba a il·luminar àrees de 50 × 50 km amb resolució de 10 m. Aquest satèl·lit va estar operatiu fins al 29 de març de 2013.

## Altres usos dels satèl·lits meteorològics

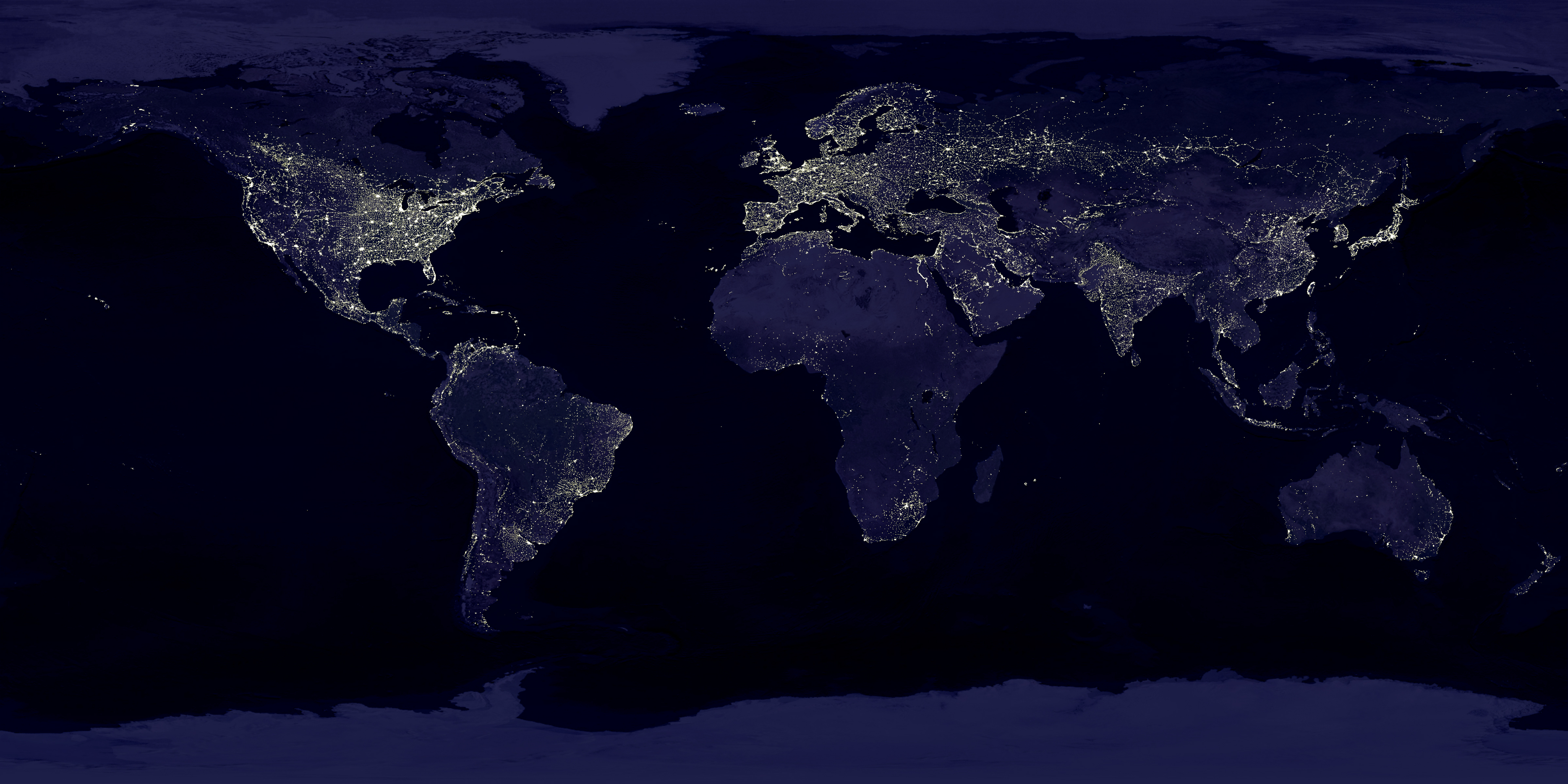
Composició d'imatges nocturnes de la Terra.

Les imatges d'infrarojos i llum visible també mostren els efectes de la pol·lució en les diferents zones de la Terra. Es pot observar la contaminació aèria de coets i avions, a més de les esteles que produeixen. De la mateixa manera, l'observació de les llums de la ciutat permet controlar la contaminació lumínica i també monitorar el creixement de les urbs.
En la lluita contra incendis forestals, els satèl·lits meteorològics no només proveeixen imatges de la zona on es produeix un foc. L'ús de les seves càmeres d'infrrarojos permet detectar les zones calentes que poden ser focus potencials d'incendis. Una vegada detectat un incendi, els satèl·lits també proporcionen dades de vent, fet que permet estimar cap on es pot estendre, o l'evolució de la nuvolositat, facilitant el pronòstic de precipitacions a la zona afectada.
Algunes imatges de satèl·lit s'han convertit en populars pel seu aspecte dramàtic. Entre elles s'hi troben les imatges recollides durant la Guerra del Golf amb l'incendi dels pous petrolífers de Kuwait. També són conegudes les fotografies que mostren el globus de nit amb la llum artificial de les ciutats.
Les imatges obtingudes pels satèl·lits meteorològics han ajudat a observar el núvol de cendres del Mont Saint Helens i l'activitat d'altres volcans com l'Etna. El fum dels incendis de l'oest dels Estats Units com Colorado i Utah també han estat monitorats.
Altres satèl·lits poden detectar canvis en la vegetació de la Terra, l'estat de la mar, el color de l'oceà i les zones nevades. El 2002, el vessament de petroli del Prestige al nord-oest d'Espanya va ser recollit pel satèl·lit europeu ENVISAT que, encara que no és un satèl·lit meteorològic, disposa d'un equip (ASAR) que pot veure els canvis en la superfície del mar. El fenomen de El Niño i els seus efectes també són registrats diàriament en imatges de satèl·lit. El forat d'ozó de l'Antàrtida és dibuixat a partir de les dades obtingudes pels satèl·lits meteorològics.